# 愛知県道289号富士松停車場線

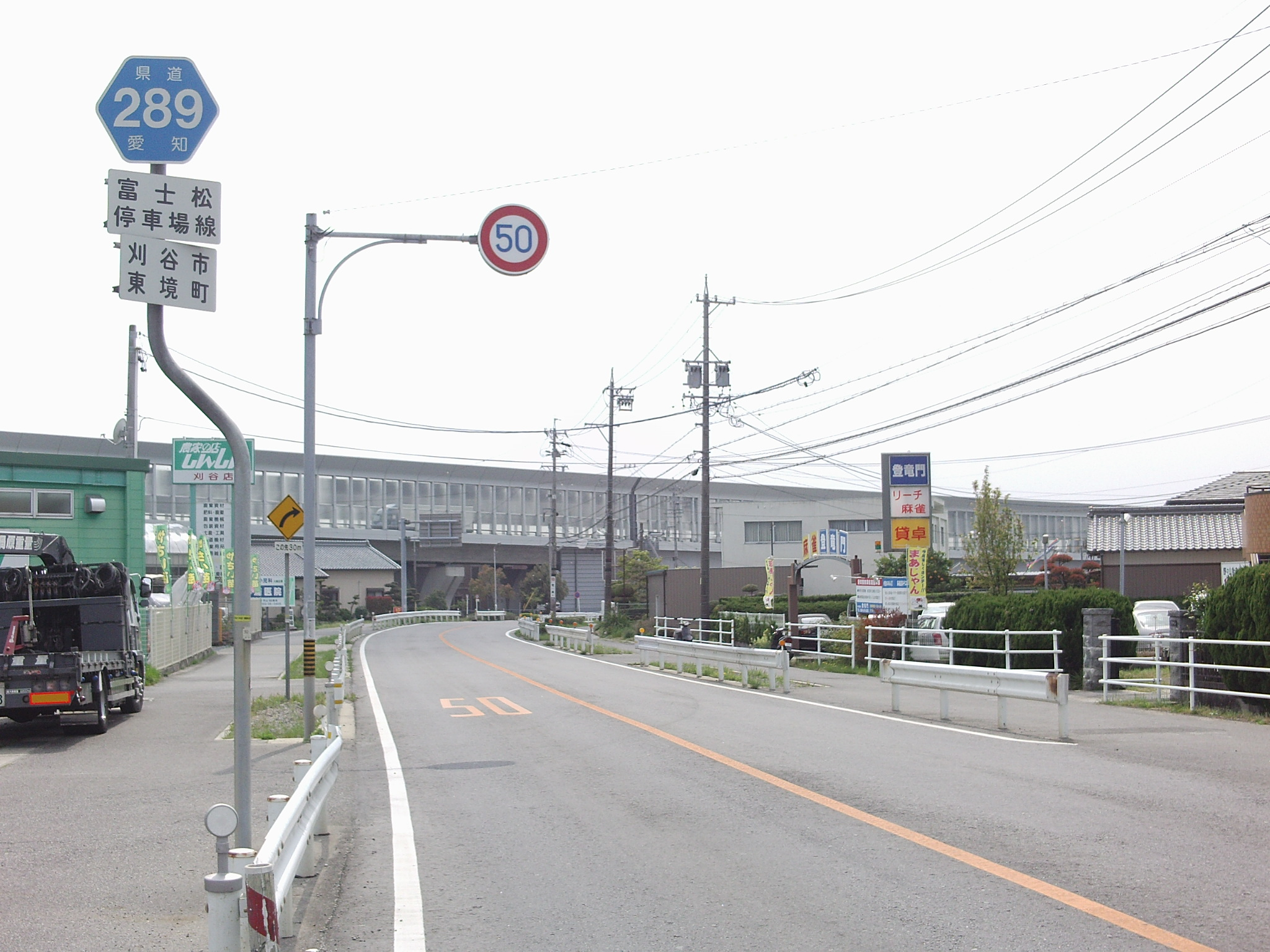
終点側（東境町の愛知県道54号豊田知立線交点にて）。

愛知県道289号富士松停車場線（あいちけんどう289ごう ふじまつていしゃじょうせん）は、愛知県刈谷市東境町の愛知県道54号豊田知立線交点から同市今川町の名鉄名古屋本線富士松駅前までを結ぶ県道である。沿線には商業施設のイオンタウン刈谷がある。

## 概要

### 路線データ
- 起点：愛知県刈谷市
- 終点：愛知県刈谷市

## 通過する自治体
- 愛知県
  - 刈谷市

## 接続する道路
- 愛知県道54号豊田知立線（東境町町屋交差点）
- 国道1号（今川町東交差点）
- 愛知県道282号今川刈谷停車場線（刈谷市今川町）
- 旧東海道（刈谷市今川町）

## 沿線
- 刈谷パーキングエリア
- 刈谷市富士松図書館
- イオンタウン刈谷
- 刈谷市立富士松中学校
- トヨタ車体本社・富士松工場
- 敷島製パン刈谷工場
- 富士松駅

## その他
同道路は、刈谷市東境町から富士松駅ロータリー前までである。だが、富士松駅方面から東境方面へ行く場合、途中、道路が右折するところがある。そこは、安全上、右折禁止になっているため、途中市道を使わなければならない。